# Craig Levein
Craig Levein, né le 22 octobre 1964 à Dunfermline (Écosse), est un footballeur international écossais, qui évolue au poste de défenseur. 
Levein n'a marqué aucun but lors de ses seize sélections avec l'équipe d'Écosse entre 1990 et 1994. 
Il est sélectionneur de l'équipe d'Écosse de 2009 au 5 novembre 2012.

## Palmarès

### En équipe nationale
- 16 sélections avec l'équipe d'Écosse entre 1990 et 1994.